# 13 septembre en sport
13 août 13 octobre
Chronologies thématiques
- Croisades
- Ferroviaires
- Disney

Le 13 septembre est le 256e jour de l'année (257e en cas d'année bissextile) du calendrier grégorien.

## Événements

### XVIIIesiècle
- 1782 :
  - (Joutes nautiques) : 100 000 spectateurs assistent au tournoi de joutes nautiques à Lyon.

### XIXesiècle
- 1866 :
  - (Golf) : Willie Park, Sr. remporte l'Open britannique à Prestwick[1].
- 1872 :
  - (Golf) : Tom Morris, Jr. remporte l'Open britannique à Prestwick[1].
- 1878 :
  - (Baseball) : 3e édition aux États-Unis du championnat de baseball de la Ligue nationale. Les Boston Red Caps s’imposent avec 41 victoires et 19 défaites[2].
- 1890 :
  - (Stade) : inauguration du stade de Blackburn Rovers : Ewood Park.
- 1891 :
  - (Football) : match de barrage entre Old Caledonians et Saint-Andrew’s, à égalité parfaite (6 victoires, 1 nul et 1 défaite) à l’issue de la première édition du championnat d’Argentine de football. Saint-Andrews s’impose 3-1, mais la Fédération désigne les deux formations championnes.
- 1892 :
  - (Football) : arrêté préfectoral reconnaissant l’existence du club de football parisien du Club français qui débuta ses activités dès l’automne 1890.

### XXesièclede1901à1950
- 1908 :
  - (Football) : à Buenos Aires, l'Argentine s'impose sur l'Uruguay 2-1.
  - (Football) : ÀFK Lyn Kristiania remporte la Coupe de Norvège de football en s'imposant 3-2 contre Odds BK Skien.
- 1931 :
  - (Stade) : inauguration du Stade Geoffroy-Guichard de Saint-Étienne.
- 1936 :
  - (Sport automobile) : Grand Prix automobile d'Italie.

### XXesièclede1951à2000
- 1953 :
  - (Formule 1) : Grand Prix automobile d'Italie.
- 1959 :
  - (Formule 1) : huitième grand prix de la saison 1959 en Italie, remporté par Stirling Moss sur Cooper-Climax.
- 1981 :
  - (Formule 1) : Grand Prix automobile d'Italie.
- 1992 :
  - (Formule 1) : Grand Prix automobile d'Italie.
- 1998 :
  - (Formule 1) : Grand Prix automobile d'Italie.
  - (Natation) : à Kuala Lumpur, lors des jeux du Commonwealth, le relais australien composé de Ian Thorpe, Daniel Kowalski, Matthew Dunn & Michael Klim bat le record du monde du 4 × 200 m nage libre et le porte à 7 min 11 s 86.

### XXIesiècle
- 2004 :
  - (Football) : après avoir démissionné le 6 septembre de son poste de manager de Blackburn Rovers, Graeme Souness entre en fonction au club de Newcastle United après le match Blackburn-Newcastle.
- 2005 :
  - (Football) : Ligue des Champions 2005-2006 :
  - Groupe E : Milan AC 3-1 Fenerbahçe SK
  - Groupe E : PSV Eindhoven 1-0 Schalke 04
  - Groupe F : Olympique lyonnais 3-0 Real Madrid
  - Groupe F : Olympiakos Le Pirée 1-3 Rosenborg BK
  - Groupe G : Chelsea FC 1-0 RSC Anderlecht
  - Groupe G : Real Betis Séville 1-2 Liverpool FC
  - Groupe H : Rangers FC 3-2 FC Porto
  - Groupe H : FC Artmedia Bratislava 0-1 Inter Milan
- 2007 :
  - (Judo) : ouverture des Championnats du monde à Rio de Janeiro (Brésil). Le Français Teddy Riner remporte le titre chez les lourds et le Brésilien Luciano Corrêa s'impose chez les mi-lourds. Chez les femmes, la Chinoise Wen Tong enlève le titre des poids lourds et la Cubaine Yurisel Laborde s'impose chez les poids mi-lourds.
- 2009 :
  - (Formule 1) : Grand Prix d'Italie.
- 2015 :
- (Compétition automobile /Championnat du monde des rallyes) : Sébastien Ogier et son copilote Julien Ingrassia ont obtenu leur troisième titre de champion du monde consécutif en s'imposant au rallye d'Australie.
- (Cyclisme sur route /Tour d'Espagne) : l'allemand John Degenkolb s'impose dans l'étape du jour et c'est l'Italien Fabio Aru qui remporte la Vuelta.
- (Tennis /Grand Chelem) : en finale du double dames, victoire de la Suisse Martina Hingis et de l'Indienne Sania Mirza. En finale du double mixte, victoire de la Suisse Martina Hingis et de l'Indien Leander Paes puis dans le simple messieurs, Novak Djokovic remporte le titre.
- 2017 :
- (Jeux olympiques /Attribution des villes hôtes) : lors de la 131e session du Comité international olympique, le CIO a désigné Paris et la France pour accueillir les Jeux olympiques et paralympiques de 2024, Los Angeles héritant, de son côté, des JO de 2028[3].
- 2018 :
  - (Cyclisme sur route /Tour d'Espagne) : sur la 18e étape du Tour d'Espagne qui relie Ejea de los Caballeros et Lérida, sur un parcours de 186,1 kilomètres. L'étape a été remportée par le Belge Jelle Wallays. Le Britannique Simon Yates conserve du maillot rouge.
- 2020 :
  - (Compétition automobile /Formule 1) : sur le Grand Prix automobile de Toscane disputé sur le circuit du Mugello, Victoire du Britannique Lewis Hamilton qui devance le Finlandais Valtteri Bottas et le Thaïlandais Alexander Albon complète le podium[4].
  - (Cyclisme sur route /Tour de France) : sur la 15e étape du Tour de France qui se déroule entre Lyon et le Grand Colombier, sur une distance de 175 kilomètres, victoire du Slovène Tadej Pogačar, son compatriote Primož Roglič conserve le Maillot jaune.
  - (Tennis /Grand Chelem) : sur la finale masculine de l'US Open, victoire de l'Autrichien Dominic Thiem qui décroche son premier titre du Grand Chelem en battant l'Allemand Alexander Zverev 2-6, 4-6, 6-4, 6-3, 7-6.
- 2023 :
  - (Cyclisme sur route /Tour d'Espagne) : sur la 17e étape du Tour d'Espagne qui se déroule entre Ribadesella et l'Alto de l'Angliru dans les Asturies sur une distance de 124,4 km, victoire du Slovène Primož Roglič et l'Américain Sepp Kuss conserve le maillot rouge.

## Naissances

### XIXesiècle
- 1883 :

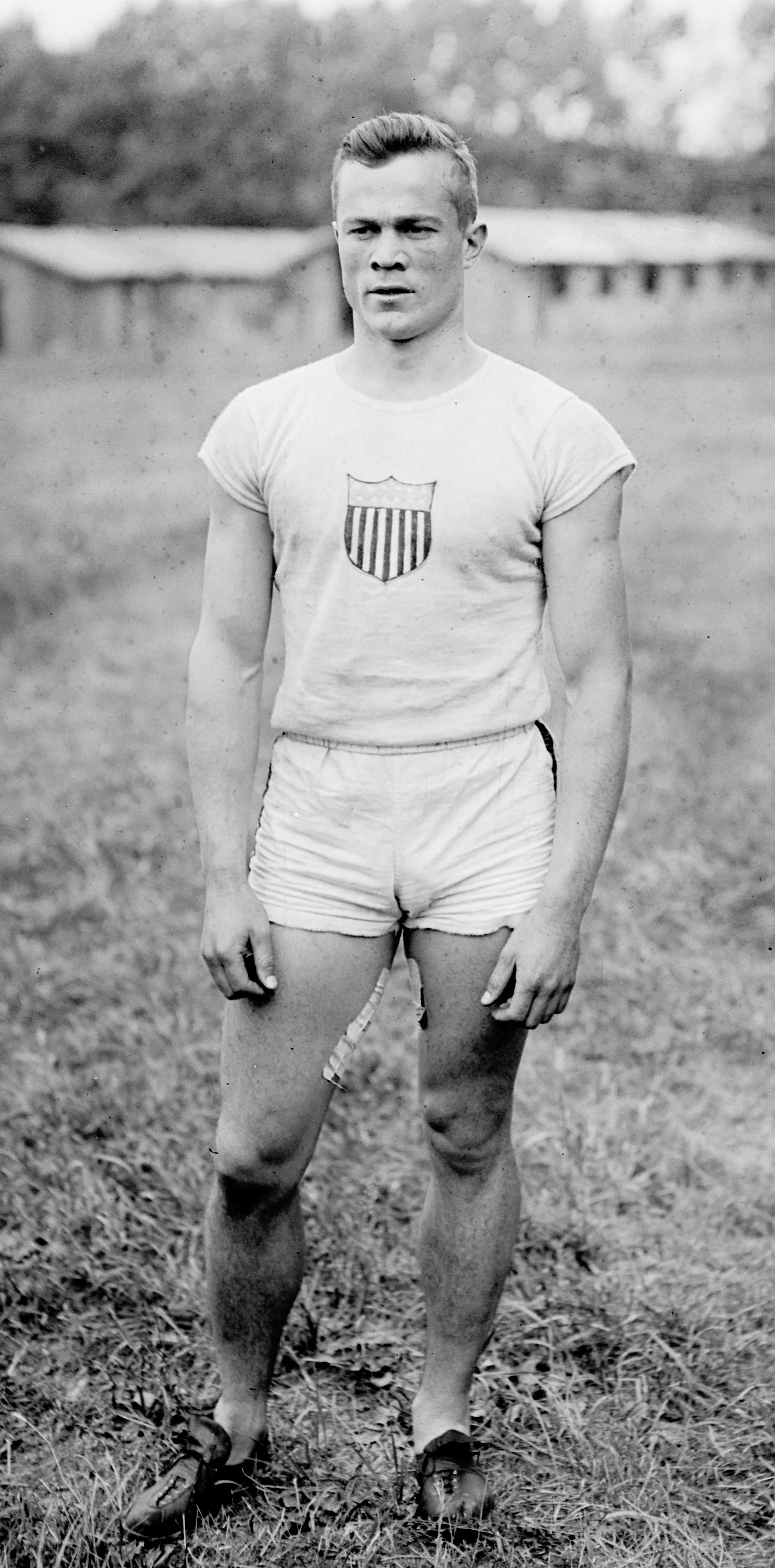
Morris Kirksey

  - LeRoy Samse, athlète de sauts américain. Médaillé d'argent de la perche aux Jeux de Saint-Louis 1904. († 1er mai 1956).
- 1887 :
  - Pierre Guillemin, joueur de rugby à XV français. (11 sélections en équipe de France). († 18 août 1915).
- 1888 :
  - Fritz Becker, footballeur allemand. (1 sélection en équipe nationale). († 22 février 1963).
- 1895 :
  - Morris Kirksey, athlète de sprint et joueur de rugby à XV américain. Champion olympique du relais 4 × 100 m et médaillé d'argent du 100 m puis champion olympique en rugby aux Jeux d'Anvers 1920. († 25 novembre 1981).

### XXesièclede1901à1950
- 1904 :

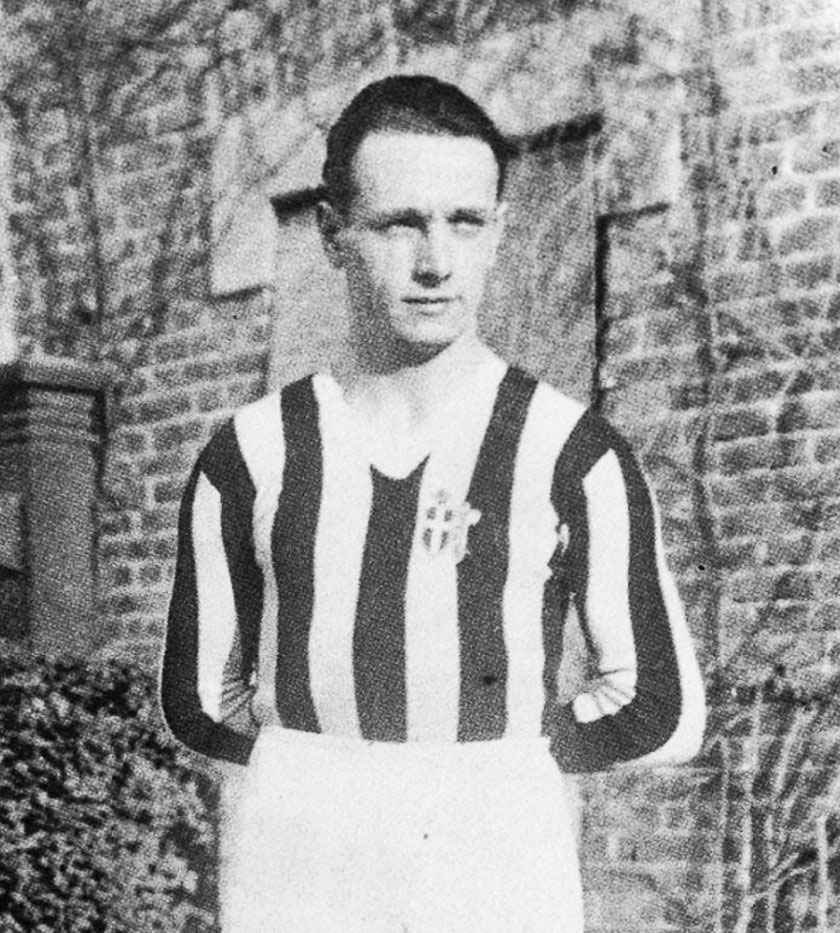
Luigi Bertolini

  - Luigi Bertolini, footballeur puis entraîneur italien. Champion du monde de football 1934. (26 sélections en équipe nationale). († 11 février 1977).
- 1919 :
  - Olle Anderberg, lutteur suédois. Médaillé d'argent en gréco-romaine des -62kg aux Jeux de Londres 1948 et champion olympique en libre des -67kg aux Jeux d'Helsinki 1952. Champion du monde de lutte de gréco-romaine en -62kg 1950, de libre en -67kg 1951 et de gréco-romaine en -62kg 1953. Champion d'Europe de gréco-romaine en -62kg 1947 et en libre des -62kg 1949. († 26 septembre 2003).
- 1926 :
  - Emile Francis, hockeyeur sur glace puis entraîneur et dirigeant sportif canadien. († 19 février 2022).

- 1931 :

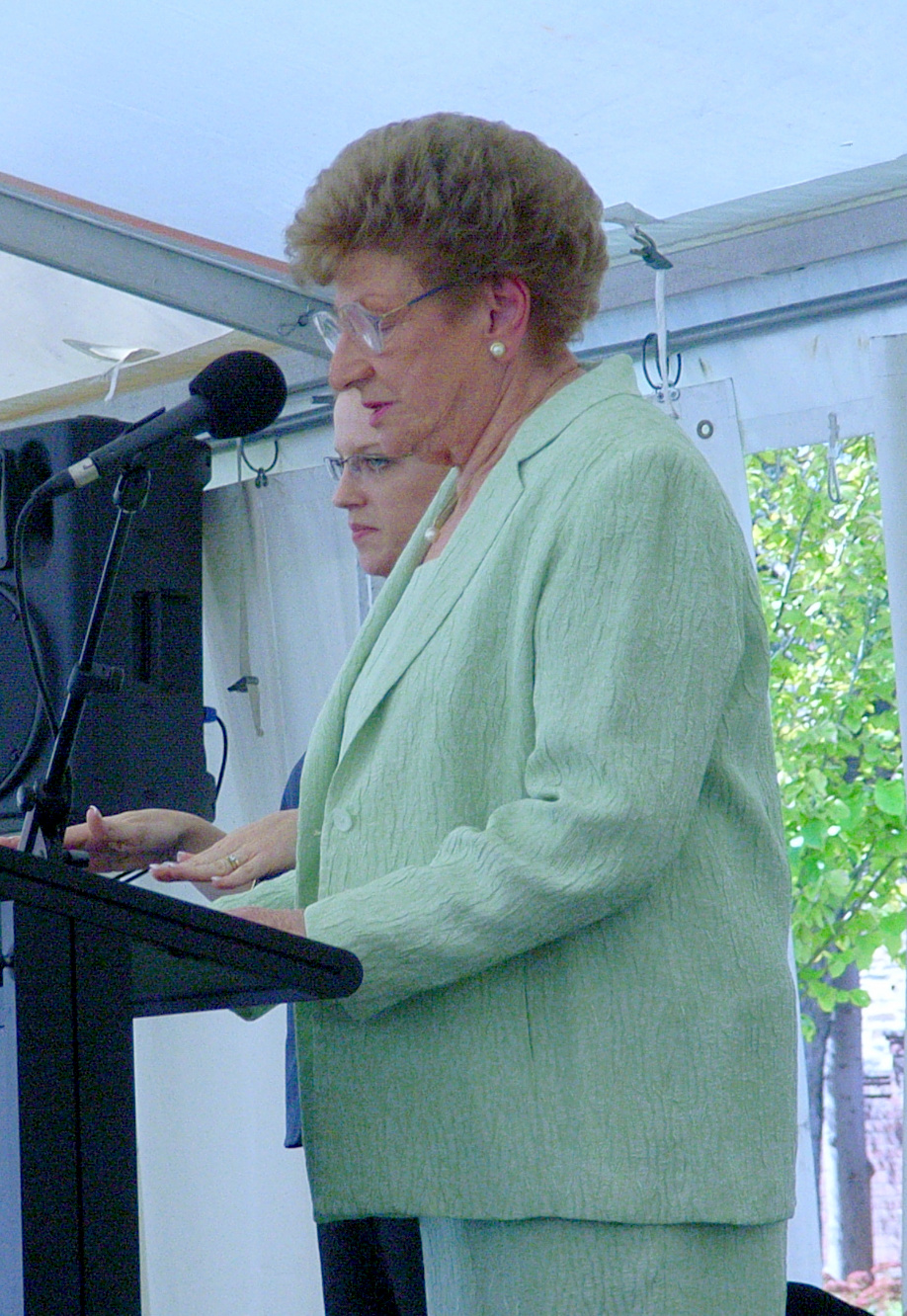
Marjorie Jackson en 2007.

  - Robert Bédard, joueur de tennis canadien.
  - Marjorie Jackson, athlète de sprint puis femme politique australienne. Championne olympique du 100 et 200 m aux Jeux d'Helsinki 1952. Détentrice du Record du monde du 100 m du 22 juillet 1952 au 4 août 1955, du Record du monde du 200 m du 25 juillet 1952 au 16 septembre 1956 puis du Record du monde du relais 4 × 100 m du 27 juillet 1952 au 27 juillet 1952.
- 1934 :
  - Tony Pickard, joueur de tennis puis entraîneur britannique.
- 1941 :
  - Pierre Barthes, joueur de tennis français.
- 1943 :
  - Jean-Marie Alméras, pilote de course automobile d'endurance français.

### XXesièclede1951à2000
- 1952 :
  - Réjean Giroux, hockeyeur sur glace canadien.
- 1957 :
  - Mal Donaghy, footballeur puis entraîneur nord-irlandais. (91 sélections en équipe nationale).
- 1958 :
  - Robert Millar, cycliste sur route britannique. Vainqueur du Tour de Catalogne 1985.
- 1959 :
  - Bob Berridge, pilote de course automobile d'endurance britannique.
- 1960 :
  - Étienne Dagon, nageur suisse. Médaillé de bronze du 200 m brasse aux Jeux de Los Angeles 1984.
- 1962 :
  - Anthony Jones, basketteur américain.
- 1963 :
  - Yuriy Aleksandrov, boxeur soviétique puis russe. Champion du monde de boxe amateur des -51 kg 1982. Champion d'Europe de boxe amateur des-54 kg 1983. († 2 janvier 2013).

- 1967 :

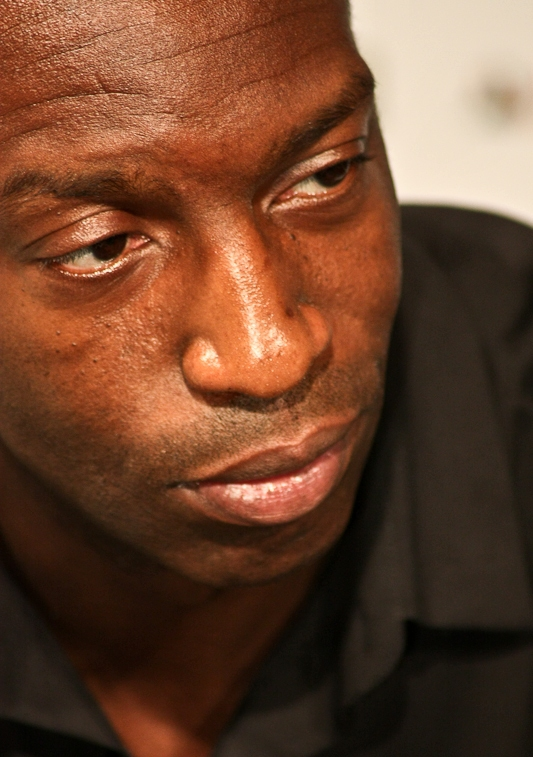
Michael Johnson en 2008

  - Michael Johnson, athlète de sprint américain.Champion olympique du relais 4 × 400 m aux Jeux de Barcelone 1992 puis champion olympique du 400 m et du relais 4 × 400 m aux Jeux d'Atlanta 1996 et champion olympique du 400 m aux Jeux de Sydney 2000. Champion du monde d'athlétisme du 200 m 1991, champion du monde d'athlétisme du 400 m et du relais 4 × 400 m 1993, champion du monde d'athlétisme du 200 m, du 400 m et du relais 4 × 400 m 1995 puis champion du monde d'athlétisme du 400 m 1997 et 1999. Détenteur du Record du monde du 200 mètres du 23 juin 1996 au 20 août 2008 puis du Record du monde du 400 mètres du 26 août 1999 au 14 août 2016.
- 1968 :
  - Brad Johnson, joueur de foot U.S. américain.
  - Bernie Williams, joueur de baseball portoricain.
- 1969 :
  - Daniel Fonseca, footballeur uruguayen. Vainqueur de la Copa América 1995. (30 sélections en équipe nationale).
  - Shane Warne, joueur de cricket australienn. (145 sélections en test cricket). († 4 mars 2022).

- 1970 :

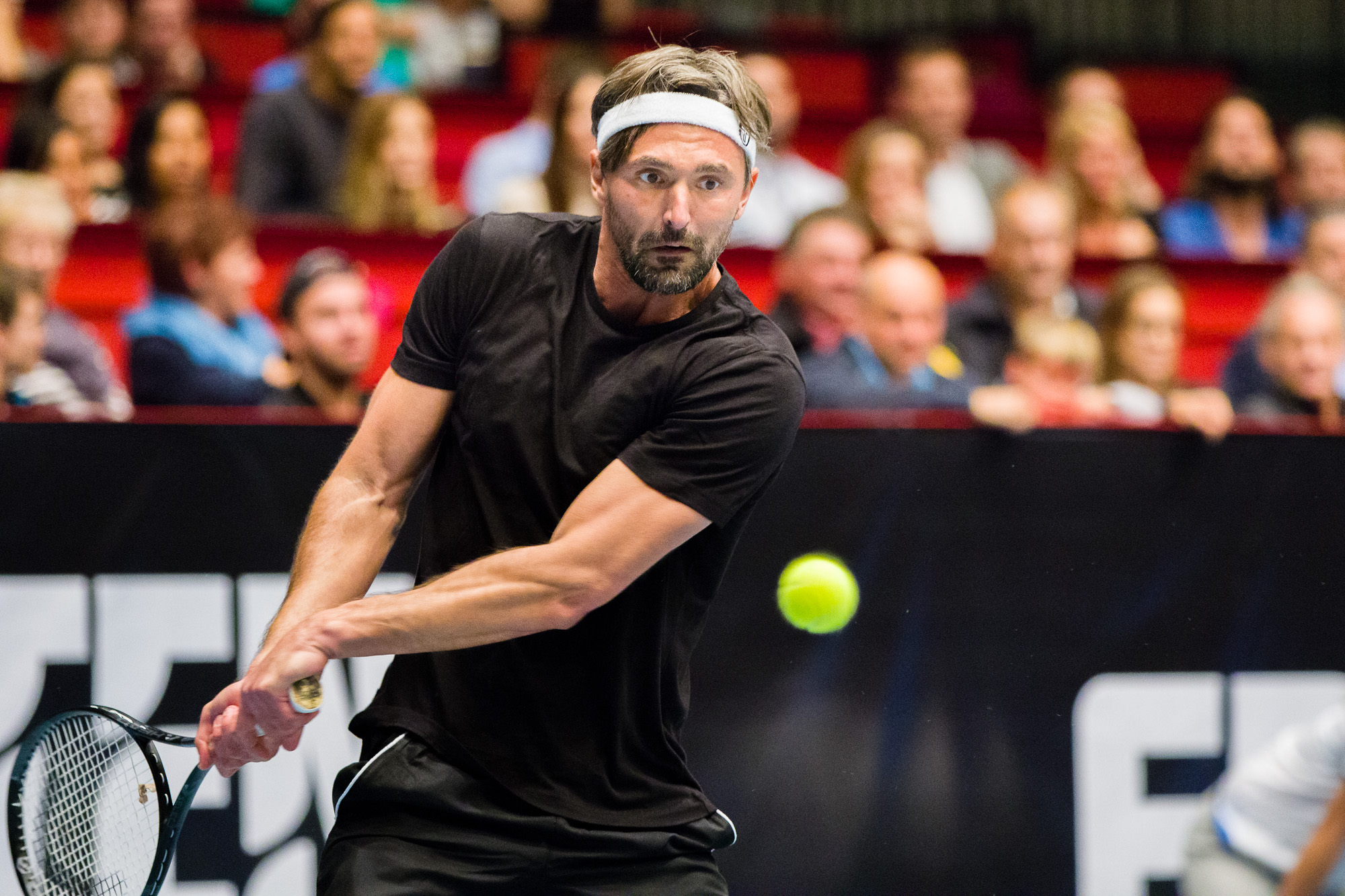
Ivanišević qui effectue un revers.

  - Martín Herrera, footballeur argentine.
- 1971 :
  - Goran Ivanišević, joueur de tennis yougoslave puis croate. Médaillé de bronze en simple et en double aux Jeux de Barcelone 1992. Vainqueur du Tournoi de Wimbledon 2001 et de la Coupe Davis 2005.

- 1972 :

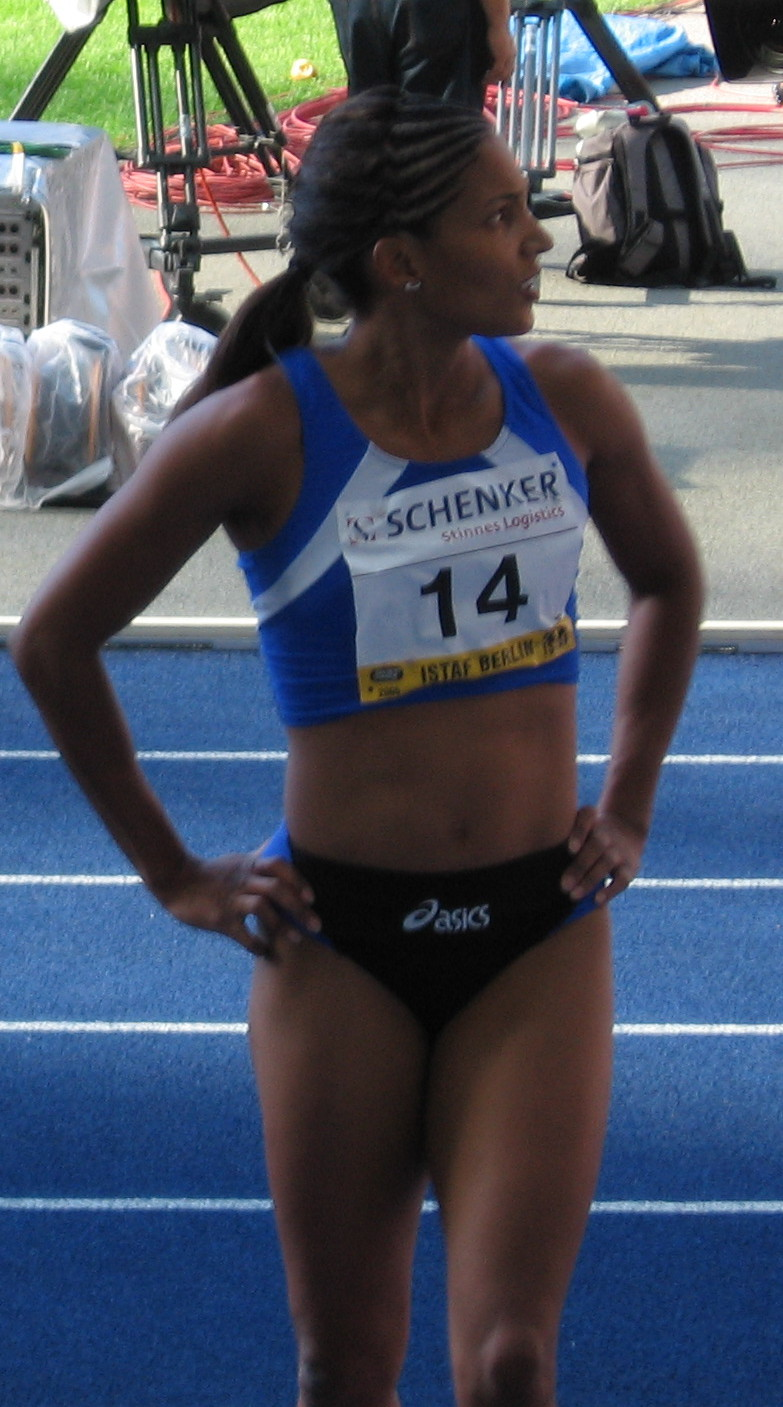
Christine Arron au meeting ISTAF à Berlin en 2005

  - Olivier Echouafni, footballeur et entraîneur puis consultant TV français. Sélectionneur de l'équipe de France féminine depuis 2016.
- 1973 :
  - Christine Arron, athlète de sprint française. Médaillée de bronze du relais 4 × 100 m aux Jeux d'Athènes 2004. Médaillée de bronze du relais 4 × 100 m aux Mondiaux d'athlétisme 1997, médaillée d'argent du relais 4 × 100 m aux Mondiaux d'athlétisme 1999 puis championne du monde d'athlétisme du relais 4 × 100 m 2003, médaillée de bronze du 100 m et du 200 m aux Mondiaux d'athlétisme 2005. Championne d'Europe d'athlétisme du 100 m et du relais 4 × 100 m 1998, médaillée d'argent du relais 4 × 100 m aux CE d'athlétisme 2010. Détentrice du record d'Europe du 100 m depuis le 19 août 1998. Fabio Cannavaro.

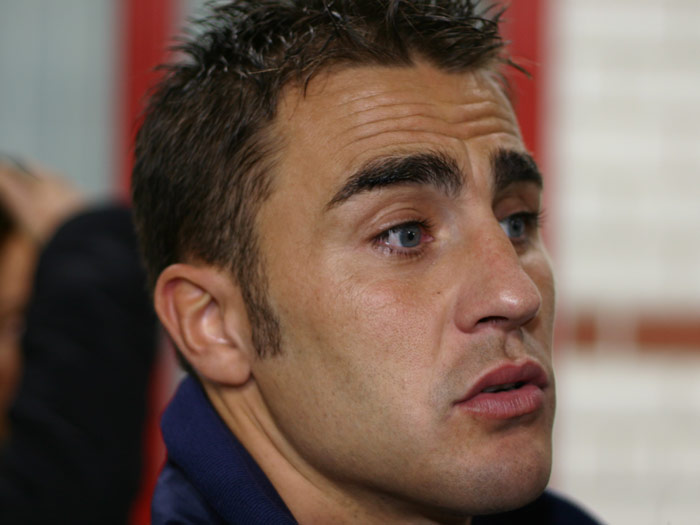
Fabio Cannavaro.

  - Dominique Aulanier, footballeur français.
  - Fabio Cannavaro, footballeur puis entraîneur italien. Champion du monde de football 2006. Vainqueur de la Coupe UEFA 1999. (136 sélections en équipe nationale).
  - Carlo Nash, footballeur anglais.
  - Craig Rivet, hockeyeur sur glace canadien.
- 1974 :
  - Travis Knight, basketteur américain.
- 1976 :
  - José Théodore, hockeyeur sur glace canadien.
- 1977 :
  - Vitorino Hilton, footballeur brésilien.
- 1980 :
  - Daisuke Matsuzaka, joueur de baseball japonais. Médaillé de bronze aux Jeux d'Athènes 2004.
  - Nicky Salapu, footballeur samoan-américains. (22 sélections en équipe nationale).
  - Tomáš Zápotočný, footballeur tchèque. (4 sélections en équipe nationale).
- 1982 :
  - Nenê basketteur brésilien.
- 1984 :
  - Marc-Antoine Brekiesz, basketteur français.
  - Petra Kulichová, basketteuse tchèque. Championne d'Europe de basket-ball féminin 2005.
- 1986 :
  - Kamui Kobayashi, pilote de F1 japonais.
- 1987 :
  - Oumar Sissoko, footballeur franco-malien. (29 sélections avec l'équipe du Mali).
  - Almamy Sogoba, footballeur malien.

- 1989 :

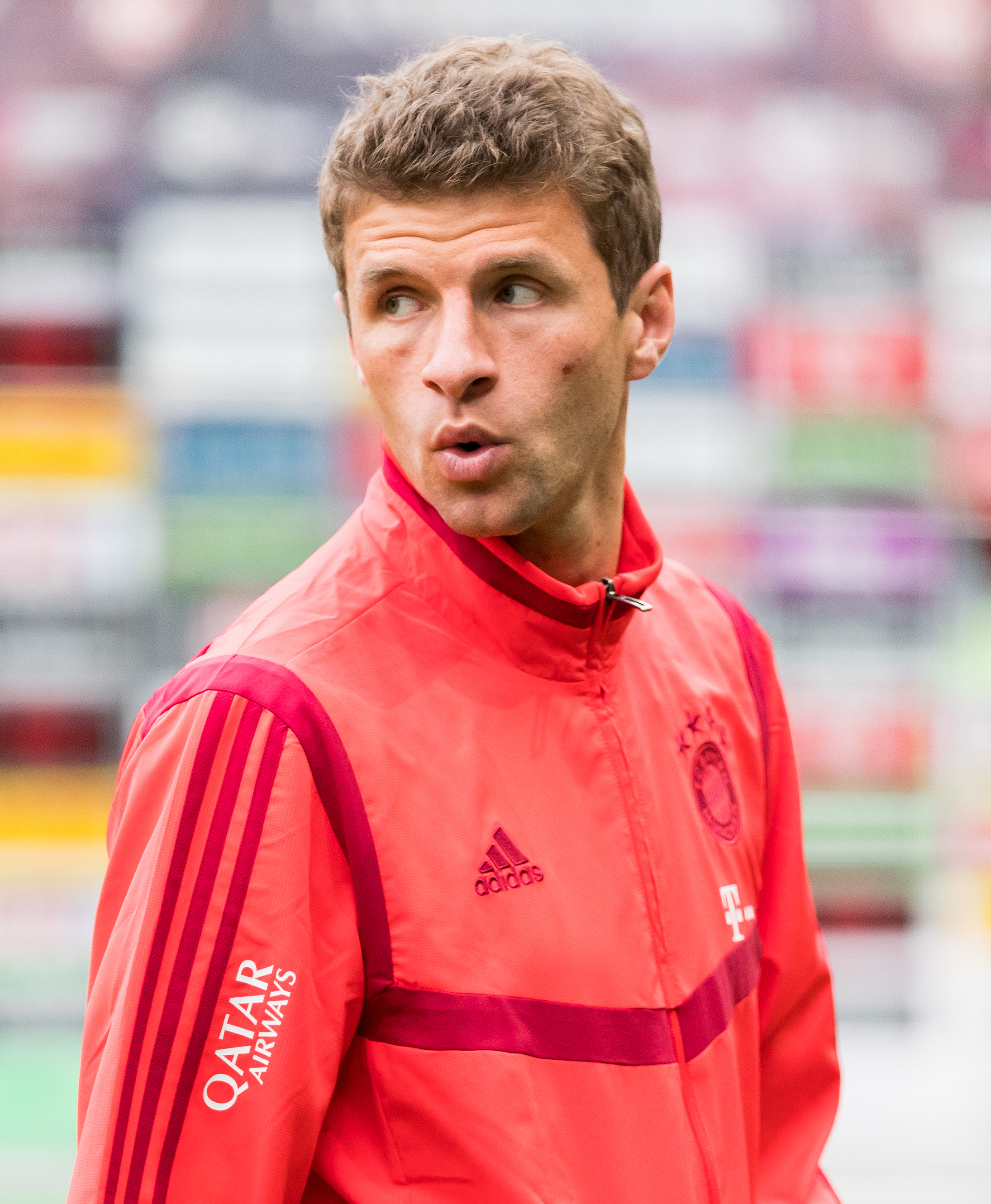
Thomas Müller à l'entraînement avec le Bayern Munich

  - Thomas Müller, footballeur allemand. Champion du monde de football 2014. Vainqueur des Ligues des champions 2013 et 2020. (131 sélections en équipe nationale).
  - Antonio Santoro, cycliste sur route italien.
- 1991 :
  - Ksenia Afanasieva, gymnaste russe. Médaillée d'argent du concours général par équipes aux Jeux de Londres 2012. Championne du monde de gymnastique artistique du concours général par équipes 2010 puis championne du monde de gymnastique artistique au sol 2011. Championne d'Europe de gymnastique artistique au sol 2013 et 2015 puis championne d'Europe de gymnastique artistique féminine du concours général par équipes 2016.
  - Tekiath Ben Yessouf, taekwondoïste nigérienne.
  - C. J. Fair, basketteur américain.
- 1994 :
  - Lucas Andersen, footballeur danois. (7 sélections en équipe nationale).
  - Lemi Berhanu, athlète de fond éthiopien. Vainqueur du Marathon de Boston 2016.
  - Sepp Kuss, cycliste sur route américain. Vainqueur du Tour d'Espagne 2023.
  - Anna Karolína Schmiedlová, joueuse de tennis slovaque.
- 1995 :
  - Gabriela Debues-Stafford, athlète de demi-fond canadienne.
  - Jerry Tollbring, handballeur suédois. (71 sélections en équipe nationale).
- 1996 :
  - Hind Hasnaoui, footballeuse marocaine. (2 sélections en équipe nationale).
- 1999 :
  - Alexandre Texier, hockeyeur sur glace français.
- 2000 :
  - Lorenzo Colombo, pilote de courses automobile italien.
  - Ikuma Sekigawa, footballeur japonais.
  - Logi Tómasson, footballeur islandais. (4 sélections en équipe nationale).

### XXIesiècle
- 2001 :
  - Louie Sibley, footballeur anglais.
- 2002 :
  - Anders Hiim, footballeur norvégien.
- 2003 :
  - Sebastian Kóša, footballeur slovaque. (1 sélection en équipe nationale).
- 2004 :
  - Leandro Morgalla, footballeur allemand.

## Décès

### XXesièclede1901à1950
- 1932 :
  - Carl Johnson, 34 ans, athlète de sauts américain. Médaillé d'argent de la longueur aux Jeux d'Anvers 1920. (° 21 mai 1898).
- 1940 :
  - Charles Berthelot, 39 ans, footballeur français. (1 sélection en équipe de France). (° 19 janvier 1901).

### XXesièclede1951à2000
- 1959 :

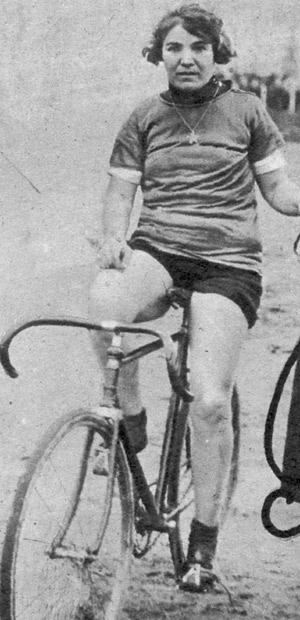
Alfonsina Morini

  - Alfonsina Strada, 68 ans, cycliste sur route italienne. (° 16 mars 1891).
- 1963 :
  - Victor Duvant, 74 ans, gymnaste français. Médaillé de bronze du concours général par équipes aux Jeux d'Anvers 1920. (° 3 mars 1889).
- 1968 :
  - George Nicholson, 91 ans, joueur de rugby à XV néo-zélandais. (4 sélections en équipe nationale). (° 3 août 1878).
- 1976 :
  - Armand Mondou, 71 ans, hockeyeur sur glace canadien. (° 27 juin 1905).
- 1994 :
  - Carl Voss, 87 ans, hockeyeur sur glace américain. (° 6 janvier 1907).
- 1998 :
  - Harry Lumley, 72 ans, hockeyeur sur glace canadien. (° 11 novembre 1926).

### XXIesiècle
- 2005 :
  - Toni Fritsch, 60 ans, footballeur et joueur de foot U.S. autrichien. (9 sélections avec l'équipe d'Autriche de football). Vainqueur du Super Bowl 1972. (° 10 juillet 1945).
- 2007 :
  - Krzysztof Surlit, 51 ans, footballeur puis entraîneur polonais. (° 13 octobre 1955).
- 2015 :
  - Moses Malone, 60 ans, basketteur américain. (° 23 mars 1955).